# سلام، اسم من دوریس است
سلام، اسم من دوریس است (انگلیسی: Hello, My Name Is Doris) یک فیلم رشد شخصیت محصول سال ۲۰۱۵ آمریکاست در ژانر کمدی رمانتیک به کارگردانی مایکل شوالتر و با فیلم‌نامه‌ای از لورا تروزو و شوالتر. داستان دربارهٔ زنی در دههٔ شصت زندگی‌اش است که سعی دارد احساسات عاشقانه‌اش نسبت به یک همکار جوان‌تر را دنبال کند. نقش اصلی را سالی فیلد بازی می‌کند و مکس گرینفیلد، بث برس، وندی مک‌لندن-کاوی، استیون روت، الیزابت ریسر، ناتاشا لیون و تاین دالی نیز در این فیلم حضور دارند.
این فیلم برای نخستین بار در جشنوارهٔ فیلم SXSW در ۱۴ مارس ۲۰۱۵ به نمایش درآمد و در ۱۱ مارس ۲۰۱۶ توسط Roadside Attractions به‌صورت محدود اکران شد.

## داستان
«دوریس میلر» زنی خجالتی و عجیب‌وغریب در دههٔ شصت زندگی‌اش است که پس از درگذشت مادرش تنها زندگی می‌کند؛ مادری که دوریس تمام عمر با او زندگی کرده بود. در مراسم خاکسپاری، برادرش «تاد» و همسرش «سیندیا» از او می‌خواهند خانه و وسایلی را که طی دهه‌ها انباشته کرده بفروشد.
دوریس سال‌ها از مادرش مراقبت کرده و در این مدت از زندگی اجتماعی و رشد فردی خود غافل مانده است. به همین دلیل، منزوی و از جریان‌های اجتماعی روز بی‌اطلاع است. او بیشتر وقتش را با دوست صمیمی‌اش «راز» و نوهٔ نوجوان او «ویویان» می‌گذراند.
دوریس در مسیر رفتن به محل کارش در منهتن—جایی که سال‌هاست در بخش ورود داده‌ها کار می‌کند—با همکار جدید جوانش «جان» آشنا می‌شود و بلافاصله مجذوب او می‌گردد. با انگیزه‌گرفتن از نوارهای خودیاری، دوریس تصمیم می‌گیرد وارد رابطه‌ای عاشقانه با جان شود.
او راه‌هایی برای جلب توجه جان پیدا می‌کند که اغلب با خیال‌پردازی‌های عاشقانه همراه است. با کمک ویویان، دوریس یک حساب کاربری جعلی در شبکه‌های اجتماعی می‌سازد تا دربارهٔ جان اطلاعات جمع‌آوری کند و درمی‌یابد که او به یک گروه الکتروپاپ علاقه دارد که به‌زودی در منطقه کنسرت برگزار می‌کنند. دوریس یکی از آلبوم‌های گروه را می‌خرد که توجه جان را جلب می‌کند، و به کنسرت می‌رود. آن‌ها در آنجا با هم وقت می‌گذرانند.
گروه به دوریس علاقه‌مند می‌شود و او را پشت صحنه دعوت می‌کند. آن شب را با گروهی از هنرمندان جوان به خوشی می‌گذرانند. جان به دوریس می‌گوید که به‌تازگی با دوست‌دخترش از طریق پیامک قطع رابطه کرده و دربارهٔ زندگی عاشقانهٔ دوریس سؤال می‌پرسد. دوریس فاش می‌کند که در گذشته نامزد بوده اما برای مراقبت از مادرش آن رابطه را رها کرده‌است. جان شب‌بخیر را با بوسه‌ای دوستانه به پایان می‌رساند، اما دوریس عاشق او می‌شود.
جان در هفتهٔ بعد ذهنش درگیر است و دوریس متوجه می‌شود که او دوست‌دختری به نام «بروکلین» دارد. اگرچه بروکلین با او مهربان است، اما دوریس به‌شدت ناراحت می‌شود. همان شب با نوشیدن شراب، در قالب هویت جعلی‌اش، کامنتی احساسی روی دیوار جان می‌نویسد، طوری که انگار زنی فریب‌خورده است.
صبح روز بعد، تاد به همراه درمان‌گر دوریس به خانه می‌آید تا فرایند پاک‌سازی خانه را آغاز کند، اما زمانی‌که سیندیا می‌خواهد مدادی را که دوریس از جان دزدیده بیرون بیندازد، دوریس خشمگین می‌شود و هر دو را از خانه بیرون می‌کند.
در محل کار، بروکلین با جان دعوا می‌کند و از او جدا می‌شود. بعدتر به دوریس می‌گوید که کامنت روی دیوار را دیده و جان را متهم به خیانت کرده، چون قبلاً نیز قربانی خیانت بوده‌است. جان این ماجرا را با دوریس در میان می‌گذارد و او را به مهمانی شام شب شکرگزاری دعوت می‌کند. وقتی می‌پرسد که آیا دوریس مایل است با مردی جوان‌تر وارد رابطه شود، دوریس بسیار خوشحال می‌شود.
دوریس با ظاهری آراسته به مهمانی می‌رود و با عموی جان آشنا می‌شود که به وضوح به او علاقه دارد. در طول مهمانی، دوریس جان را به اتاقش می‌برد و به او ابراز علاقه می‌کند و اعتراف می‌کند که کامنت جنجالی را او نوشته بوده است.
جان که عصبانی شده، او را پس می‌زند. وقتی دوریس با سردرگمی می‌پرسد منظور جان از سؤال دربارهٔ مردان جوان‌تر چه بود، جان توضیح می‌دهد که قصد داشته او را با عمویش آشنا کند—کسی که ده سال از دوریس کوچک‌تر است. دوریس که دل‌شکسته شده، مهمانی را ترک می‌کند و راز را برای دلداری دعوت می‌کند.
سپس، دوریس دوباره از درمان‌گرش دعوت می‌کند و بالاخره موفق می‌شود خانه‌اش را از وسایل اضافی پاک‌سازی کند. او کارش را ترک می‌کند و با جان خداحافظی می‌کند. در خیال، جان او را می‌بوسد و پیشنهاد می‌دهد با هم باشند. اما در واقعیت، دوریس سوار آسانسور می‌شود تا برود. در آخرین لحظه، جان او را صدا می‌زند و به سویش می‌دود، و دوریس لبخند می‌زند، در حالی‌که درهای آسانسور بسته می‌شود.